# Margaret Beazley
Pour les articles homonymes, voir Beazley.
Margaret Beazley, née le 23 juillet 1951 à Sydney, est une juriste australienne. Présidente de la Cour d'appel de Nouvelle-Galles du Sud de 2013 à 2019, elle est gouverneur de Nouvelle-Galles du Sud depuis le 2 mai 2019.

## Biographie

### Jeunesse
Margaret Beazley naît le 23 juillet 1951 à Sydney. Elle est l'un des cinq enfants de Gordon et Lorna Beazley et son père travaille en tant que livreur de lait. Elle grandit dans la banlieue de Hurstville et fait ses études dans des écoles catholiques : l'école primaire St Declan à Penshurst, le lycée de filles St Joseph à Kogarah et le Mount Saint Joseph à Milperra. Margaret Beazley obtient en 1974 un diplôme de droit à l'université de Sydney, avec mention,.

### Carrière juridique
Margaret Beazley fait son stage chez Winter & Sharp, avant d'être admise au barreau de Nouvelle-Galles du Sud en 1975. Elle est nommée Conseil de la Reine en 1989.
Membre judiciaire du Equal Opportunity Tribunal de 1984 à 1988, elle est juge par intérim au tribunal de district de 1990 à 1991. De 1991 à 1992, Margaret Beazley occupe le poste de commissaire adjoint de la Commission indépendante contre la corruption. Elle est juge à la Cour fédérale d'Australie de 1993 à 1996, juge supplémentaire à la Cour suprême du Territoire de la capitale australienne de 1994 à 1997, et juge à la Cour des relations industrielles d'Australie de 1994 à 1996.
De 1996 à 2019, elle est juge d'appel de la Cour d'appel de Nouvelle-Galles du Sud. Elle est la première femme présidente de la Cour, fonction qu'elle occupe de 2013 à 2019,. Margaret Beazley a également été membre de l'exécutif australien d'Amnesty International en 1980.

### Gouverneur de Nouvelle-Galles du Sud
En janvier 2019, Margaret Beazley accepte la fonction de gouverneur de Nouvelle-Galles du Sud, à la suite de l'annonce de la nomination de David Hurley au poste de gouverneur général d'Australie. Elle prête serment le 2 mai 2019, devenant le 39e gouverneur de l'État,.
En janvier 2020, elle est élevée au rang de compagnon de l'ordre d'Australie, pour « services éminents rendus à la population de Nouvelle-Galles du Sud »,.
En novembre 2021, il est rapporté qu'un membre du personnel de Margaret Beazley a déposé anonymement une plainte pour intimidation auprès du bureau du Premier ministre et du Cabinet, qui fournit le personnel du bureau du gouverneur. Le bureau promet des mesures visant à favoriser des conditions de travail « respectueuses »,.

### Vie privée
Margaret Beazley est mariée à Dennis Wilson. Elle a trois enfants issus de son premier mariage avec l'avocat Alan Sullivan. 

## Décorations
- Officier de l'ordre d'Australie (2006)[15].
- Dame de grâce du très vénérable ordre de Saint-Jean (2019)[16].
- Compagnon de l'ordre d'Australie (2020)[10].
- Médaille commémorative de l'Arbre de la paix, classe spéciale en rubis (2022)[17],[18].

### Distinctions honorifiques
En tant que gouverneur de Nouvelle-Galles du Sud, Margaret Beazley est :
- Colonel honoraire du Royal New South Wales Regiment ;
- Gouverneur du New South Wales Police Force[19] ;
- Prieur adjoint de l'ordre de Saint-Jean ;
- Commodore honoraire de la Royal Australian Navy[20] ;
- Air commodore honoraire du 22e escadron de la Force aérienne royale australienne[21].

### Doctoratshonoris causa
Margaret Beazley est docteur ès droit (LLD) de l'université de Sydney (2008) et de l'université catholique australienne (2019).